# Dracaena nyangensis
Dracaena nyangensis är en sparrisväxtart som beskrevs av François Pellegrin. Dracaena nyangensis ingår i släktet dracenor, och familjen sparrisväxter. Inga underarter finns listade i Catalogue of Life.